# Sancho IV (król Nawarry)
Sancho IV Garcés nazywany Szlachetnym albo z Peñalén (jęz. hiszp. Sancho IV Garcés el de Peñalén/el Noble, ur. ok. 1038 – zm. 4 czerwca 1076 w Peñalén) – król Nawarry w latach 1054–1076.
Najstarszy syn króla Nawarry Garcii III Sancheza i  Stefanii de Foix, córki Bernarda Rogera Foix, założyciel domu de Foix i pierwszy hrabia Foix. Już mając około 14 lat przejął władzę w Nawarze po tym, jak jego ojciec został zamordowany przez swego brata, Ferdynanda w bitwie pod Atapuerca, który następnie zmusił Sancho do złożenia hołdu. Początkowo regentką była jego matka, która kontynuowała politykę Garcii, m.in. wspierając monaster w Nájera, gdzie pochowano kilku monarchów z Nawarry.
Razem ze swoim wujem Ramiro I zmusił al-Muqtadira, władcę Saragossy, do przyjęcia jego zwierzchnictwa i płacenia trybutu.
Przez całe swoje panowanie był skonfliktowany z Kastylią, która chciała odzyskać Burebę (okolica Briviesca) i Alta Roję – tereny zajęte przez Garcię III, a utracone przez Ferdynand I Wielkiego. Ekspansjonistyczne dążenia syna ostatniego, Sancho Mocnego, sprowokowały w latach 1065–1067 konflikt, zwany wojną trzech Sancho (wszyscy byli wnukami Sancho III Wielkiego): Sancho IV z Nawarry, Sancho Ramireza z Aragonii i Sancho II Mocnego z Kastylii. Sojusz Sanchów z Nawarry i Aragonii nie powstrzymały wojsk dowodzonych przez słynnego Cyda i Nawarra utraciła na rzecz Kastylii Alta Roję, Burebę i Arabę.
Zginął 4 czerwca 1076 roku podczas polowania pod Peñalén, podczas którego zmówione rodzeństwo (najstarsza siostra Ermesinda i drugi co do starszeństwa brat Ramiro) zepchnęli go ze skały, prawdopodobnie na żądanie Alfonsa VI Mężnego. Po jego śmierci tereny Nawarry zajął jego kuzyn Sancho Ramirez z Aragonii, zapoczątkowując półwieczną kontrolę aragońską nad terytorium. Wkrótce tereny państwa najechał Alfons i ostatecznie uzyskał ziemie: La Rioja, Logrono i Calahora. Sancho IV uznawany jest za władcę mało znaczącego.

## Małżeństwo i potomstwo
Był żonaty z Francuzką imieniem Placencia (zm. po 14 kwietnia 1088), z którą miał dwóch synów:
- Garcię (zm. w młodym wieku)
- Garcię Sáncheza (zm. 1091, w 1076 tytularnego króla)

Dodatkowo z pozamałżeńskiego związku z niewolnicą imieniem Ximena miał dwoje dzieci:
- Rajmundo Sáncheza[5] (ur. przed 1071 – zm. po 1091), pana Esquiroz
- Urrakę Sánchez (zm. po 1072[6]), być może córkę z Placencią

## W kulturze
W serii gier wideo Crusader Kings jednym z grywalnych władców jest Antso IV Gartziez Jimena, przedstawiony jako król Nawarry.